# IMUSE
iMUSE (del inglés Interactive Music Streaming Engine, en español Motor Interactivo de Reproducción de Música) es un motor de reproducción de música para videojuegos desarrollado a principios de los años 1990 por los compositores Michael Land y Peter McConnell mientras trabajaban en LucasArts. La idea detrás de iMUSE es sincronizar la música con la acción visual en un videojuego para que el audio concuerde continuamente con los eventos en pantalla, y para que las transiciones de un tema musical a otro se hagan con suavidad. El sistema iMUSE está patentado por LucasArts, y fue añadido a la quinta versión del dispositivo de videojuegos SCUMM en 1991. 
iMUSE fue desarrollado tras la frustración de Michael Land por el sistema de audio que usaba LucasArts mientras componía la música de The Secret of Monkey Island. Su meta fue crear un sistema que permitiera al compositor preparar la atmósfera con música que tuviera relación con los eventos del juego. El proyecto fue mucho más audaz de lo que él había imaginado. Después trajo a un viejo amigo, Peter McConnell para colaborar en la creación del sistema que después patentaron juntos. El primer juego en usar el sistema iMUSE fue Monkey Island 2: LeChuck's Revenge y ha sido usado en todos los juegos de aventura de LucasArts desde entonces. También ha sido usado para algún que otro título no aventurero de LucasArts, incluyendo la mayoría de entregas de la saga X-Wing.

## Ejemplos
Un ejemplo del trabajo de iMUSE se oye en la escena del cementerio en Monkey Island 2: se oye música escalofriante mientras el protagonista está quieto a las puertas del cementerio. Cuando entra, la música cambia suavemente a una variación del mismo tema, comenzando en el punto donde la melodía anterior lo dejó. El mismo tipo de transición se escucha de nuevo cuando el personaje se acerca a un féretro. Un uso ligeramente distinto de iMUSE está presente en la escena del pantano, donde la música comienza con una simple melodía de flauta pero mientras que el protagonista se va adentrando más y más en el pantano, se van introduciendo nuevos instrumentos que se unen a la flauta.
En el título de combate espacial Star Wars: X-Wing, el sistema iMUSE mezcla en tiempo real bandas sonoras basadas en eventos de la misión con temas ligeramente basados en las bandas sonoras de las películas de Star Wars de John Williams. Cuando comienza una misión, por ejemplo, se suele oír un tranquilo tema de espera. Si una nave rebelde entra en el área, este tema se cambia de repente por un breve tema de la Rebelión. Asimismo, cuando entran las naves imperiales, se oye el comienzo de la Marcha Imperial y en este punto, con el combate inminente, se introducen temas más rápidos. 
En Sam & Max Hit the Road, entrar en el DeSoto de Sam aparcado en el exterior de la oficina de la pareja provoca una transición a una melodía más rápida mientras el coche acelera. Este es un ejemplo de la habilidad de iMUSE para formar un puente suave entre dos piezas similares en un punto arbitrario en el tiempo.